# Székely Artúr
Székely Artúr, született Schlesinger (Kisbér, 1887. március 26. – Budapest, 1952. július 27.) jogász, közgazdasági író.

## Élete
Schlesinger Vilmos kereskedő és Pollák Regina fia. Tanulmányait Budapesten és több külföldi egyetemen folytatta. 1910–13-ban a Magyar Vegyészeti Gyárosok Országos Egyesületének, majd 1914–1916-ban a Magyar Vámpolitikai Központ titkára lett. 1916-tól a budapesti Kereskedelmi és Iparkamara titkára, külkereskedelmi osztályának vezetője volt. Emellett 1923-tól a Magyar Vámpolitikai Központ igazgatója, 1920-tól a Magyar Külkereskedelmi Szövetség igazgatója volt. 1927 és 1932 között a Budapesti Kereskedelmi és Iparkamara Külkereskedelmi Közleményeit szerkesztette. 1945-től 1948-ig a Kereskedelmi és Iparkamara megbízott főtitkáraként működött. Megalakulásától a Magyar-Szovjet Közgazdasági Szemle szerkesztőbizottságának tagja és a lap belső munkatársa volt.
Első felesége Kántor Margit volt, Kántor Alfréd és Pickler Carleu (Kornélia) lánya, akit 1914. július 4-én Budapesten vett nőül. 1919-ben elváltak. Második felesége Richter Anna (1892–1963) volt, akivel 1920. november 23-án kötött házasságot. 1938-ban áttért az evangélikus vallásra. Lánya (első feleségétől) Székely Zsuzsanna (1915–?) volt.

## Főbb művei
- Háború és közgazdaság (Budapest, 1915)
- Háborús gazdasági törvények és rendeletek (I-VI., Budapest, 1917–1918)
- Importőrök kiskátéja (Budapest, 1919)
- Kiviteli politikánk és a gazdasági válság (Budapest, 1921)
- Magyarország kereskedelmi szerződéses politikája (Budapest, 1926)
- Emlékirat a kereskedelmi mérleg passzivitásáról (Bertalan Istvánnal és Gyömrei Istvánnal, 1928)
- A Németországgal kötendő kereskedelmi szerződés (1928)
- A középeurópai vámpolitikai közeledés kérdése (Budapest, 1931)
- A magyar külkereskedelem irányainak változásai a forgalmi korlátozások éveiben (1935)
- Középeurópai kereskedelmi politika (Budapest, 1936)
- Gyümölcsértékesítés (Budapest, 1940)